# Giải quần vợt Hungary Mở rộng 2017
Gazprom Hungarian Open 2017 sẽ là giải quần vợt nam chuyên nghiệp chơi ở sân đất nện. Nó sẽ là lần đầu tiên tổ chức giải Hungarian Open cũng như 1 phần của ATP World Tour 250 series thuộc ATP World Tour 2017. Nó sẽ diễn ra tại Nemzeti Edzés Központ, Budapest, Hungary, từ ngày24–30 tháng 4. The tournament replaces the Romanian Open on the ATP World Tour calendar.

## Tiền thưởng
| Sự kiện | VĐ  | CK  | BK | TK | 1/16 | 1/32 | Q  | Q2 |
| Đơn     | 250 | 150 | 90 | 45 | 20   | 0    | 12 | 6  |
| Đôi     | 250 | 150 | 90 | 45 | 0    | —    | —  | —  |

## Vận động viên nội dung đơn

### Hạt giống
| quốc gia | Tay vợt           | Xếp hạng1 | Hạt giống |
| -------- | ----------------- | --------- | --------- |
| FRA      | Lucas Pouille     | 17        | 1         |
| CRO      | Ivo Karlović      | 21        | 2         |
| ITA      | Fabio Fognini     | 29        | 3         |
| ESP      | Fernando Verdasco | 31        | 4         |
| FRA      | Gilles Simon      | 32        | 5         |
| ITA      | Paolo Lorenzi     | 37        | 6         |
| SRB      | Viktor Troicki    | 38        | 7         |
| ARG      | Diego Schwartzman | 41        | 8         |

- 1 Bảng xếp hạng được biết vào ngày 20 tháng 4 năm 2017

### Vận động viên khác
Wildcards:
- Fabio Fognini
- Márton Fucsovics

Vượt qua vòng loại:
- Aljaž Bedene
- Laslo Đere
- Bjorn Fratangelo
- Maximilian Marterer

Lucky loser:
- Marius Copil
- Evgeny Donskoy
- Sergiy Stakhovsky

### Bỏ cuộc
Trước giải đấu
- Federico Delbonis →thay thế bởi  Marius Copil
- Alexandr Dolgopolov →thay thế bởi  Damir Džumhur
- Marsel İlhan →thay thế bởi  Evgeny Donskoy
- Adrian Mannarino →thay thế bởi  Sergiy Stakhovsky

## Vận động viên nội dung đôi

### Hạt giống
| quốc gia | Tay vợt              | quốc gia | Tay vợt       | Xếp hạng1 | Hạt giống |
| -------- | -------------------- | -------- | ------------- | --------- | --------- |
| AUT      | Oliver Marach        | CRO      | Mate Pavić    | 65        | 1         |
| PHI      | Treat Huey           | BLR      | Max Mirnyi    | 69        | 2         |
| COL      | Juan Sebastián Cabal | COL      | Robert Farah  | 76        | 3         |
| Hoa Kỳ   | Brian Baker          | CRO      | Nikola Mektić | 88        | 4         |

- 1 Rankings were as of ngày 17 tháng 4 năm 2017

### Vận động viên khác
The following pairs received wildcards into the doubles main draw:
- Attila Balázs /  Gábor Borsos
- Marius Copil /  Márton Fucsovics

## Nhà vô địch

### Đơn
- Lucas Pouille đánh bại.  Aljaž Bedene, 6–3, 6–1

### Đôi
- Brian Baker /  Nikola Mektić đánh bại.  Juan Sebastián Cabal /  Robert Farah, 7–6(7–2), 6–4